# Cyclocypris globosa
Cyclocypris globosa är en kräftdjursart som först beskrevs av Georg Ossian Sars 1863. Enligt Catalogue of Life ingår Cyclocypris globosa i släktet Cyclocypris och familjen Cyprididae, men enligt Dyntaxa är tillhörigheten istället släktet Cyclocypris och familjen Candonidae. Arten är reproducerande i Sverige. Inga underarter finns listade i Catalogue of Life.